# Confederación Internacional de Organizaciones Sindicales Libres
Véase también Sindicatos Libres (desambiguación).
La Confederación Internacional de Organizaciones Sindicales Libres (CIOSL) era la mayor central sindical a nivel mundial hasta el 31 de octubre de 2006, fecha en que se disolvió para formar la Confederación Sindical Internacional (CSI).
Representaba a 157 millones de trabajadores en 225 organizaciones sindicales afiliadas en 148 países y territorios. Había sido creada el 7 de diciembre de 1949 a partir de un desprendimiento de la Federación Sindical Mundial (FSM). Su último Secretario General, desde 2001, fue Guy Ryder. Su sede se encontraba en Bruselas, Bélgica.
Anteriores secretarios generales habían sido: J.H. Oldenbroeck (1949-1960), Omer Becu (1959-1967), Harm G. Buiter (1967-1971), H. Maier (1971-1972), Otto Kersten (1972-1982), John Vanderveke (1982-1992), Enzo Frizo (1992-1994) y Bill Jordan (1995-2001).
La CIOSL tenía tres organizaciones regionales que deberán disolverse durante 2007 para conformar las nuevas organizaciones regionales de la Confederación Sindical Internacional:
- la Organización Regional Interamericana de Trabajadores (ORIT, 1951) para América.
- la Asia and Pacific Regional Organisation (APRO, 1951) para Asia y el Pacífico; y
- la African Regional Organisation (AFRO, 1957) para África;
- Existió también la European Regional Organisation (ERO, 1950-1969)

La CIOSL mantenía asimismo relaciones cercanas con la Confederación Europea de Sindicatos (CES) y las Federaciones Sindicales Internacionales (FSI), que agrupan a los sindicatos nacionales por cada sector de la actividad económica. 

## Congresos Mundiales de la CIOSL
| Edición | Fecha                                  | Sede                                 |
| I       | 28 de noviembre-7 de diciembre de 1949 | Londres, Reino Unido                 |
| II      | Julio de 1951                          | Milán, Italia                        |
| III     | Julio de 1952                          | Estocolmo, Suecia                    |
| IV      | Mayo de 1955                           | Viena, Austria                       |
| V       | Julio de 1957                          | Ciudad de Túnez, Túnez               |
| VI      | Diciembre de 1959                      | Bruselas, Bélgica                    |
| VII     | 1962                                   | Berlín Occidental, Berlín Occidental |
| VIII    | 1965                                   | Ámsterdam, Países Bajos              |
| IX      | Julio de 1969                          | Bruselas, Bélgica                    |
| X       | Julio de 1972                          | Londres, Reino Unido                 |
| XI      | Octubre de 1975                        | México DF, México                    |
| XII     | Noviembre de 1979                      | Madrid, España                       |
| XIII    | Junio de 1983                          | Oslo, Noruega                        |
| XIV     | Marzo de 1988                          | Melbourne, Australia                 |
| XV      | Marzo de 1992                          | Caracas, Venezuela                   |
| XVI     | Junio de 1996                          | Bruselas, Bélgica                    |
| XVII    | Abril de 2000                          | Durban, Sudáfrica                    |
| XVIII   | 5-10 de diciembre de 2004              | Miyazaki, Japón                      |
| XIX     | 30 de octubre de 2006                  | Viena, Austria                       |